# طبيق
طُبَّيْق (الاسم العلمي: Hymenocallis)، جنس نباتات عشبية دوفصية من فصيلة النرجسية.
يحتوي جنس الطبيق على أكثر من 60 نوعًا من النباتات المعمرة العشبية المنتفخة مواطنها الأصلية في جنوب شرق الولايات المتحدة والمكسيك وأمريكا الوسطى ومنطقة البحر الكاريبي وشمال أمريكا الجنوبية. تزرع بعض أنواعه للزينة في الدول الدافئة حول العالم، وبعضها أصبح متجنسًا في أجزاء من إفريقيا وفي الجزر الاستوائية المختلفة. تعيش العديد من أنواعه في منطقة البحر الكاريبي وجنوب شرق الولايات المتحدة في مناطق رطبة مثل الأهوار وضفاف الأنهار وشواطئ البحر. بعض الأنواع لديها بذور عائمة. في المقابل، تنمو بعض الأنواع المكسيكية على منحدرات عشبية في التلال والجبال.